# Two Wells
Two Wells is een plaats in de Australische deelstaat Zuid-Australië en telt 717 inwoners (2006).